# Rokkasho (Aomori)
Rokkasho (jap. 六ヶ所村, -mura) ist ein Dorf im Landkreis Kamikita der Präfektur Aomori.

## Geographie
Rokkasho liegt auf der Shimokita-Halbinsel am Pazifischen Ozean.
Die südliche Hälfte des Gemeindegebietes ist ein Marschland und daher seenreich. Der größte ist der 62 km² umfassende Ogawara-See (小川原湖, Ogawara-ko), der auch der elftgrößte See Japans ist und an dem die Gemeinde im Süden grenzt. Dieser entwässert sich auf dem Gemeindegebiet durch den 7 km langen Takase-Fluss (高瀬川, Takase-gawa) in den Ozean. Bei hohem Tidenstand fließt jedoch Salzwasser zurück und der See besteht daher aus Brackwasser. Weitere Seen von Süd nach Nord sind die beiden kleineren Süßwasserseen Tamogi-numa (田面木沼) und Ichiyanagi-numa (市柳沼), sowie die größeren Brackwasserseen Obuchi-numa (尾駮沼) und Takahoko-numa (鷹架沼) für die das gleiche wie dem Ogawara-See gilt.
Die nördliche Hälfte des Gemeindegebietes ist im Gegensatz dazu durch Berge geprägt, so dass dort nur der Küstenbereich besiedelt ist. Der höchste Berg ist der Fukkoshi-Eboshi (吹越烏帽子) auf der Grenze zu Yokohama mit 507,8 m, gefolgt vom Otsukushi (御宿山, -yama) mit 498 m und dem Gassan (月山) mit 419,2 m beide weiter nördlich.
Nachbargemeinden sind entgegen dem Uhrzeigersinn von Nord nach Süd Higashidōri im selben Landkreis, Yokohama, Noheji und Tōhoku je im Landkreis Shimokita, sowie die Großstadt Misawa. Letztere beide befinden sich entlang des Südufers des Ogawara-Sees.

## Geschichte
Das Dorf wurde 1889 mit landesweiten Neuorganisation des japanischen Gemeindewesens aus der Zusammenfassung der sechs Orte Kurauchi (倉内), Hiranuma (平沼), Takahako (鷹架), Obuchi (尾駮), Deto (出戸) und Tomari (泊) geschaffen. Daher stammt auch der Name, der wörtlich „sechs Orte“ bedeutet.

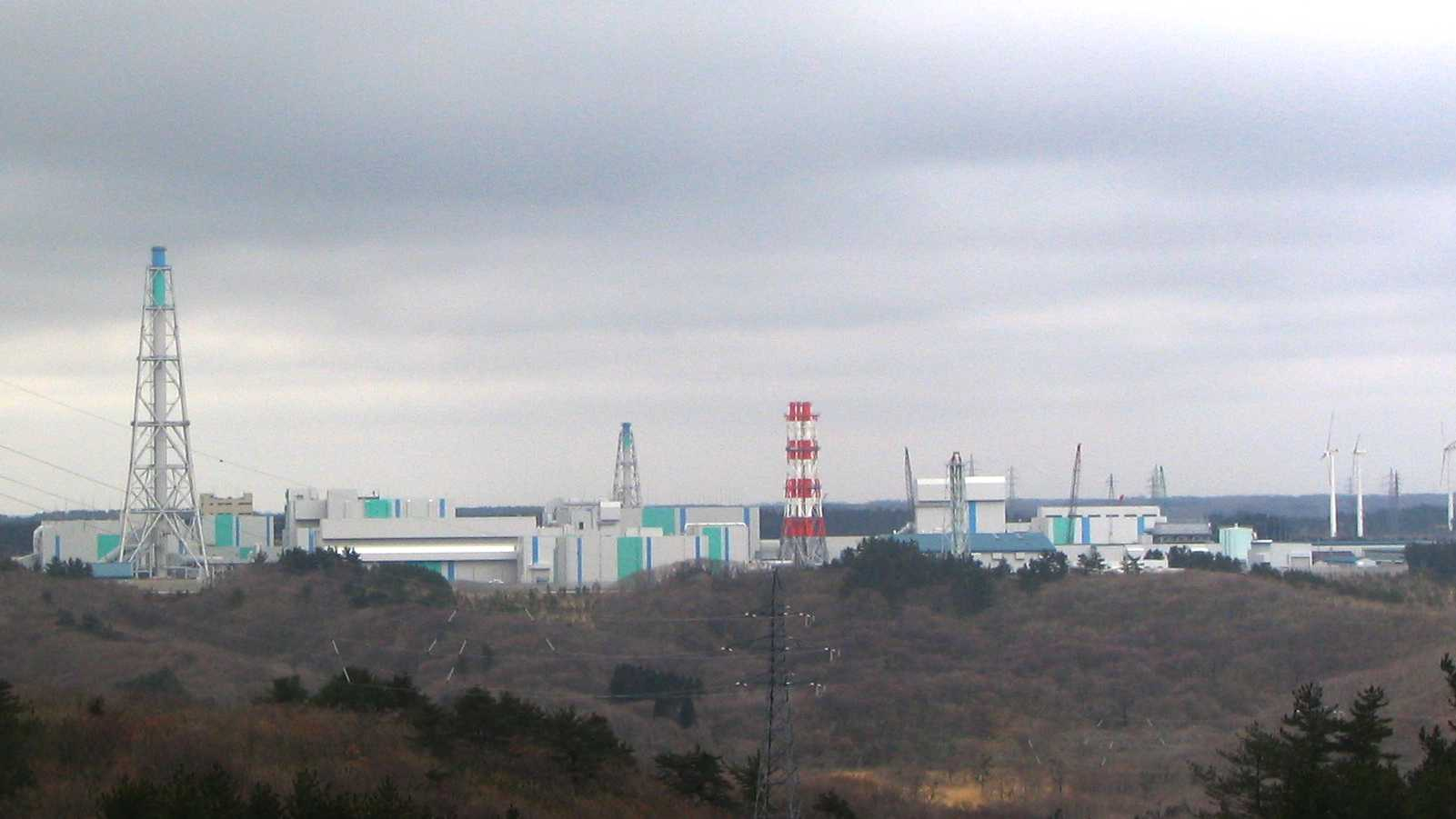
Wiederaufarbeitungsanlage Rokkasho

1984 erhielt JNFS (Japan Nuclear Fuel Services, heute: Japan Nuclear Fuel Limited) die Errichtungsgenehmigung für die kommerzielle Wiederaufarbeitungsanlage Rokkasho. Auf dem Gelände des Zentrums Rokkasho wurde ein oberflächennahes Endlager für schwachradioaktive Abfälle errichtet und im Dezember 1992 in Betrieb genommen. Eine Uran-Anreicherungsanlage ging 1992 in Betrieb. Das Eingangslager der WAA wurde bereits 1997 in Betrieb genommen. Der Beginn des Wiederaufarbeitungsbetriebs fand etwa 2010 statt.
Rokkasho wurde von der japanischen Regierung als Standort für den geplanten internationalen Fusionsreaktor ITER vorgeschlagen, in Konkurrenz zum europäischen Standortvorschlag Cadarache in Frankreich. Am 28. Juni 2005 wurde jedoch entschieden, ITER in Cadarache zu bauen.

## Verkehr
Wichtige Fernstraßen durch Rokkasho sind die Nationalstraße 338 nach Hakodate oder Oirase, sowie die Nationalstraße 394 nach Mutsu oder Hirosaki.
Rokkasho ist im Gegensatz zu seinen Nachbargemeinden nicht an das Schienennetz angeschlossen.

## Wirtschaft
Trotz seiner geringen Größe besitzt Rokkasho einige industrielle Großanlagen.
So ist es der Standort eines kerntechnischen Industriezentrums auf dessen Gelände sich u. a. folgende Anlagen befinden:
- eine Urananreicherungsanlage (Zentrifugentechnik)
- die Wiederaufarbeitungsanlage Rokkasho für Brennelemente aus Leichtwasserreaktoren
- ein oberflächennahes Endlager.

Außerdem befindet sich seit 1985 Rokkasho die Staatliche Erdöllagerstätte Mutsu-Ogawara (むつ小川原国家石油備蓄基地, Mutsu-Ogawara kokka sekiyu bichiku kichi), eine von zehn Anlagen, in denen Japans strategische Ölreserven gespeichert werden.

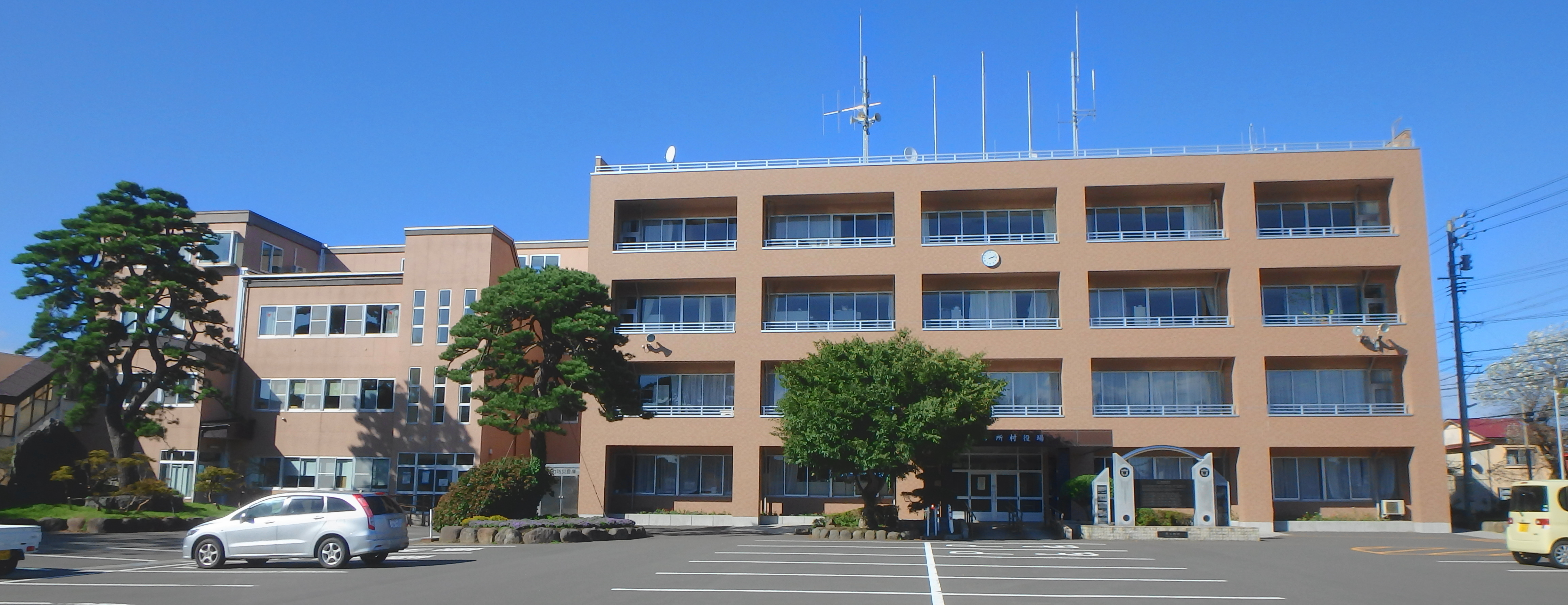
Rathaus

Zudem befinden sich in Rokkasho drei Windparks. Der erste, die Mutsu-Ogawara Windfarm (むつ小川原ウィンドファーム, Mutsu-Ogawara Windo Fāmu) des Unternehmens EcoPower K.K., wurde im Januar 2003 errichtet mit 21 Windkraftanlagen à 1500 kW, d. h. einer Gesamtleistung von 31,5 MW, womit sie zu ihrer Zeit die größte Japans war. Im Dezember 2003 folgte eine Anlage der Rokkasho-mura Fūryoku Kaihatsu K.K. (六ヶ所村風力開発株式会社, dt. „Windkraftentwicklungs-AG Rokkasho“) mit 20 Anlagen à 1500 kW und zwei à 1425 kW, insgesamt 32,85 MW, sowie im August 2009 eine der Futamata Fūryoku Kaihatsu K.K. (二又風力開発株式会社) mit 34 Anlagen à 1500 kW bzw. 51 MW insgesamt.

## Bildung
In Rokkasho befinden sich sechs Grundschulen (六ヶ所村立X小学校, Rokkasho-sonritsu X shōgakkō) – Tomari, Obuchi, Tokusari (戸鎖), Hiranuma, Kurauchi und Chitosetai (千歳平) –, vier Mittelschulen (六ヶ所村立X中学校, Rokkasho-sonritsu X chūgakkō) – Tomari, Dai-ichi (第一, dt. „Erste“), Chitose (千歳) und Dai-ni (第二, dt. „Zweite“), sowie die präfekturale Oberschule Rokkasho (青森県立六ヶ所高等学校, Aomori-kenritsu Rokkasho kōtō gakkō).

## Städtepartnerschaften
Seit 1994 besteht eine Städtefreundschaft mit Waren (Müritz).